# Alfred von Bary
Pour les articles homonymes, voir Bary.
Alfred von Bary, né le 18 janvier 1873 à La Valette et mort le 13 septembre 1926 à Munich, est un ténor maltais.

## Biographie
Alfred von Bary fait des études de médecine à l'Université de Munich où il obtient son doctorat en 1898. Il se consacre ensuite à une carrière de chanteur d'opéra. Il est engagé à l'Opéra de Dresde de 1902 à 1912, puis à l'Opéra de Munich . Il a interprété les rôles de Parsifal dans l'opéra éponyme, de Siegmund dans L'Anneau du Nibelung et de Tristan dans Tristan und Isolde de Richard Wagner, rôles qui l'ont rendu célèbre.